# Movimento Identità Trans
Il Movimento Identità Trans (MIT, Movimento Identità Transessuale prima del 2017 e Movimento Italiano Transessuali prima del 1999) è un'associazione ONLUS che difende e sostiene i diritti delle persone transessuali e transgender. È la prima associazione transessuale fondata in Italia, nel 1979.

## Storia

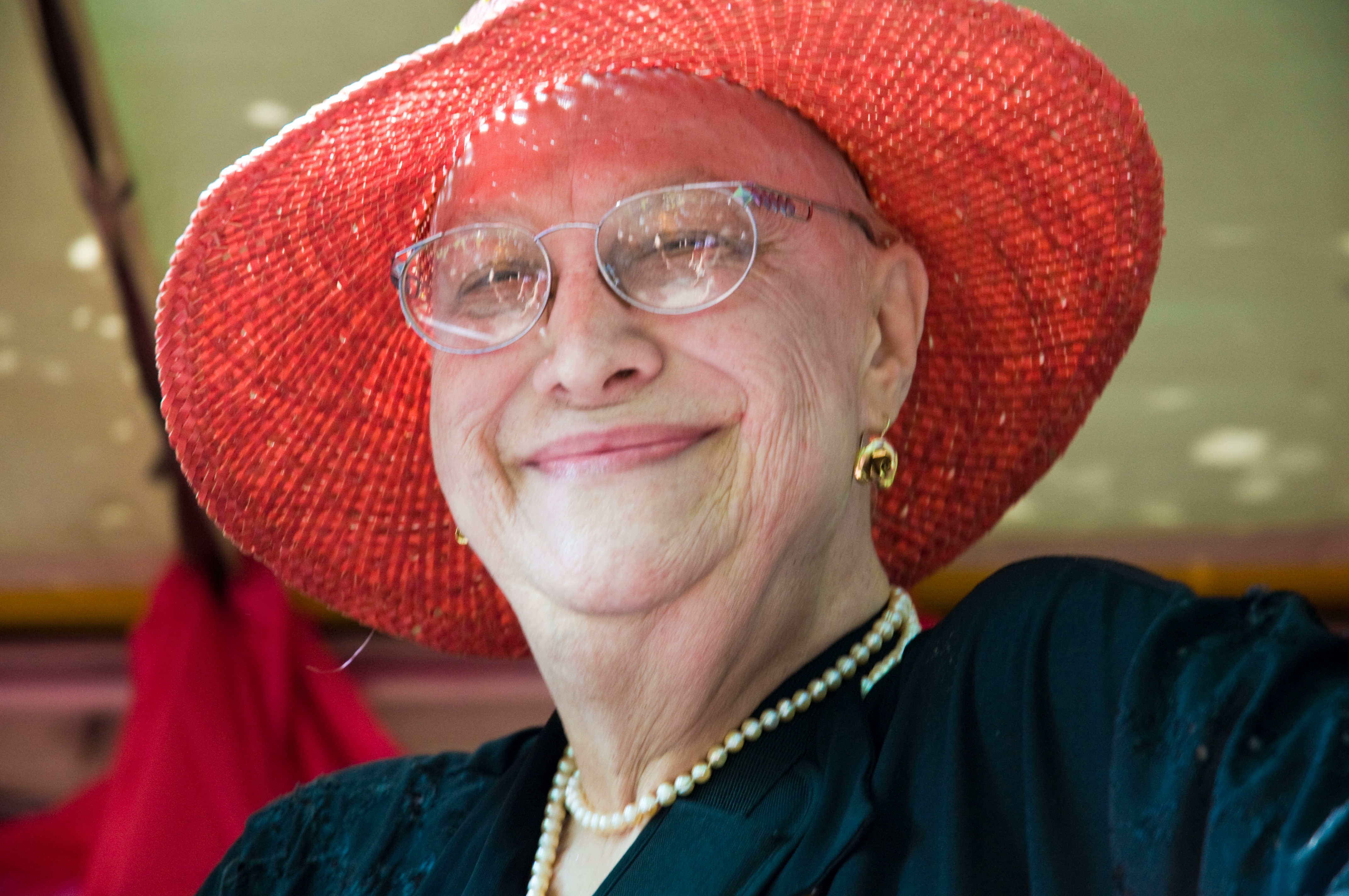
Marcella Di Folco

Il MIT (Movimento Identità Trans) è una delle associazioni più importanti del movimento LGBTQ+ italiano e sicuramente la più antica. La sua fondazione ufficiale risale infatti all’estate del 1979, quando si fecero maggiormente visibili le proteste delle persone trans che dopo qualche anno, esattamente il 14 Aprile 1982, portarono all’approvazione della Legge 164.
In quel periodo il MIT si batteva non solo perché fosse riconosciuta l’identità trans ma anche e soprattutto affinché fossero rispettati i diritti e la dignità della persone trans.
Nella fase iniziale che va dalla sua nascita all’approvazione della L. 164 il MIT (che all’epoca si chiamava Movimento Italiano Transessuali) era presente con sedi a Torino, Milano, Firenze e Roma. Successivamente a queste si aggiunsero quelle di Bologna e Treviso.
Oggi la sede di Bologna è l’unica sul territorio nazionale. 
Figura chiave del MIT fu Marcella Di Folco che nel 1995 divenne consigliera del Comune di Bologna, un incarico che fu determinante per la realizzazione di alcuni degli obiettivi dell’associazione.

## Direzione politica

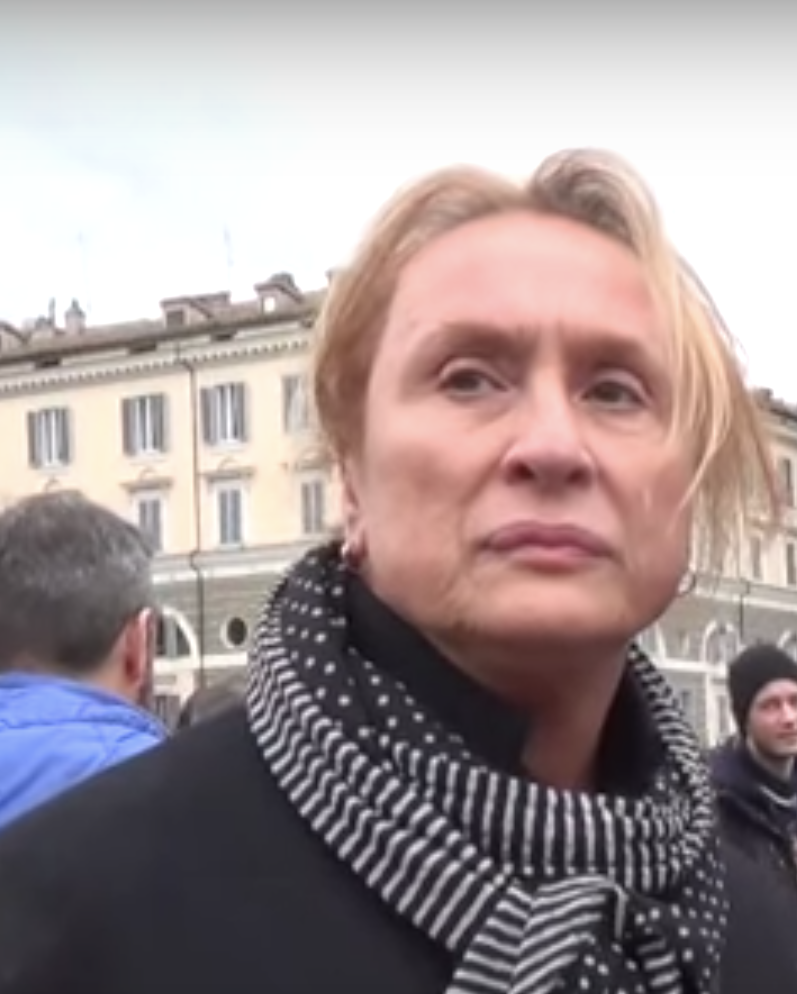
Porpora Marcasciano

Marcella Di Folco è stata presidente del MIT dal 1988 fino alla sua scomparsa, nel 2010. A lei si è susseguita Porpora Marcasciano, rimasta in carica fino al 2016, anno in cui la presidenza è passata a Nicole De Leo.
Dal 25 ottobre 2022 il Presidente in carica è Mazen Masoud e il Consiglio Direttivo è composto da Nicole De Leo (Vicepresidente)  Maria Grazia Di Fraia (Tesoriera),  Anna R. D’Amaro (Segretaria) e Roberta Parigiani (Portavoce politica).

## Attività
Il consultorio di Bologna del MIT, gestito in convenzione con la ASL di Bologna, ha in carico alcune centinaia di utenti.
Oltre al consultorio per l'affermazione di genere, il MIT eroga assistenza e supporto delle persone transgender recluse negli istituti di detenzione, Sportello migranti LGBT , accompagnamento presso strutture sociosanitarie, attività di riduzione del danno con Unità di Strada a sostegno della popolazione transgender di sex worker nonché supporto legale e centro antiviolenza/antidiscriminazione.
Sul piano artistico e culturale, il MIT organizza il Festival Internazionale di Cinema Divergenti, l’unico festival cinematografico in Italia e uno dei pochi in tutto il mondo, interamente dedicato alla narrazione e rappresentazione dell’esperienza trans.
Il MIT è stato membro fondatore dell'ONIG (Osservatorio Nazionale Identità di Genere), formalmente lasciato nel 2020, nonché membro del Harry Benjamin Institute.

## Momenti chiave
- Nel 1979 viene fondata l'associazione, con lo scopo di ottenere il riconoscimento del cambio di sesso, raggiunto con la legge 164, approvata il 14 aprile 1982.
- Nel 1986 organizzò il primo congresso a Milano, per coordinare le realtà locali. I congressi successivi si svolsero: nel 1988 a Treviso, nel 1989 a Roma, nel 1990 a Milano.
- Nel 1994 venne inaugurato il primo consultorio al mondo gestito direttamente da transessuali, grazie all'ottenimento di una sede da parte del Comune di Bologna.
- Nel 1999 ha cambiato il significato della sigla, da Movimento Italiano Transessuale in Movimento Identità Transessuale.
- Nel 2000 in concomitanza del World Pride di Roma organizzò un convegno scientifico internazionale denominato "Transiti", ospite d'onore Sylvia Rivera.
- Nel 2002 organizzò un convegno a Viareggio, per il ventesimo anniversario dell'approvazione della Legge 164.
- Nel 2005 ha ospitato il quinto convegno mondiale HBIGDA (Harry Benjamin Gender Dysphoria Association) a Bologna.
- Dal 2 al 5 giugno 2016 ha organizzato il Consiglio Europeo TGEU a Bologna.
- Nel 2017 cambiò ancora il significato della sigla, da Movimento Identità Transessuale in Movimento Identità Trans[1].
- nel 2020 l'associazione ha lasciato formalmente l’Osservatorio Nazionale sull’Identità di Genere (ONIG), alla cui nascita, nel 1998, aveva contribuito come socio fondatore.[7]